# Арасан (Жетысуская область)
Арасан (каз. Арасан) — село в Аксуском районе Жетысуской области Казахстана. Административный центр Арасанского сельского округа. Код КАТО — 193235100.
В селе действует санаторий Капаларасан.

## Население
В 1999 году население села составляло 1549 человек (764 мужчины и 785 женщин). По данным переписи 2009 года, в селе проживало 1758 человек (882 мужчины и 876 женщин).